# Ludwig Stock (Archivar)
Christian Ludwig Stock (* 14. November 1778 in Halle (Saale); † 26. Mai 1861 in Wernigerode) war ein deutscher Archivar und Historiker.

## Leben
Der aus der Stadt Halle im preußischen Herzogtum Magdeburg stammende Ludwig Stock wurde im Januar 1817 nach der Bildung des Regierungsbezirks Magdeburg der preußischen Provinz Sachsen Registrator bei der Regierung Magdeburg. In dieser Funktion betreute er gleichzeitig auch die Archive des ehemaligen Erzbistums und späteren Herzogtums Magdeburg einschließlich der Klosterarchivalien dieses Sprengels.
Im Herbst 1823 übernahm er den Aufbau des in Magdeburg gebildeten preußischen Provinzialarchivs (ab 1867 Staatsarchivs), dem heutigen Landesarchiv Sachsen-Anhalt, dessen Leitung er bis zu seiner Pensionierung im März 1857 innehatte. Durch sein Wirken legte Stock den Grundstein für den Aufbau der Bestände dieses für die Region sehr bedeutenden Archivs.
Seine letzten Lebensjahre verbrachte der königliche Archivrat a. D. in Wernigerode im Harz. Er starb an Altersschwäche und wurde am 30. Mai 1861 auf dem Theobaldifriedhof in Nöschenrode beigesetzt.

## Werke
- Grundzüge der Verfassung des Gesellenwesens der deutschen Handwerker in alter und neuer Zeit : ein Beitrag zur Sittengeschichte. Magdeburg, Creutz, 1844.